# Кожани (Брянська область)
Кожани (рос. Кожаны) — село в Гордієвському районі Брянської області Російської Федерації.
Населення становить 361 особу. Входить до складу муніципального утворення Мирнинське сільське поселення.

## Історія
Розташоване на території української історичної землі Стародубщина.
Від 2005 року входить до складу муніципального утворення Мирнинське сільське поселення.

## Населення
| 2010 | 2013 |
| ---- | ---- |
| 355  | ↗361 |